# Platte (rzeka w Nebrasce)
Platte (ang. Platte River) – rzeka w Stanach Zjednoczonych, w stanie Nebraska, jeden z najważniejszych dopływów Missouri. Jej długość wynosi 499 km, a 1493 km licząc od źródeł Platte Północnej.
Platte powstaje z połączenia dwóch dużych rzek Platte Północnej (994 km) i Platte Południowej (628 km). Łączą się one, gdy obie rzeki wypływają z Gór Skalistych i wpływają na Wielkie Równiny. Platte płynie dalej w kierunku wschodnim i uchodzi do Missouri na południe od miasta Omaha. Najważniejszym miastem nad rzeką Platte jest Grand Island.
Platte nie jest rzeką żeglowną, ale wzdłuż niej prowadziły w XIX wieku liczne szlaki pionierów na zachód, np. szlak oregoński, szlak Bozemana czy szlak mormoński.
Rzeka została odkryta dla Europejczyków przez francuskich podróżników w 1714. Pierwotna nazwa rzeki w języku Indian Otoe brzmiała „Nebraska”, co oznaczało „płaska rzeka”. Później Francuzi zaczęli używać francuskiego odpowiednika tej nazwy „Platte”. Nazwę miejscową otrzymał za to stan Nebraska.